# گریت هیزلی
گریت هیزلی (به انگلیسی: Great Haseley) یک روستا و محله مدنی در بریتانیا است که در آکسفوردشر جنوبی واقع شده‌است. گریت هیزلی ۱۷٫۶۱ کیلومتر مربع مساحت و ۵۱۱ نفر جمعیت دارد.